# Bulbophyllum aithorhachis
Bulbophyllum aithorhachis là một loài phong lan thuộc chi Bulbophyllum.